# Yachtmaster
Der Yachtmaster ist der amtliche (jedoch in der Regel freiwillige) britische Führerschein für Schiffsführer von Sportbooten. Er wird von der Royal Yachting Association (RYA) im Auftrag der Maritime and Coastguard Agency (MCA) des britischen Department for Transport ausgestellt. 
Alle Yachtmaster-Scheine können für Segel und für Motor erworben werden.

## Yachtmaster Coastal
Der englische Sportbootführerschein RYA/MCA Yachtmaster Coastal (ehemals Coastal Skipper, geändert 1. Januar 2009) ist in etwa mit dem deutschen Sportküstenschifferschein (SKS) vergleichbar. Die Voraussetzungen zum Erwerb des Yachtmaster Coastal sind jedoch strenger als beim deutschen Pendant und die praktische Prüfung ist erheblich umfangreicher (siehe Prüfung). Mindestens 50 % der Zugangsvoraussetzungen müssen in anerkannten Tidengewässern („tidal“, bspw. nicht in der Ostsee und nicht im Mittelmeer) vorab erworben sein.

### Voraussetzungen
Grundsätzlich werden benötigt:
- Befähigungsnachweise für Funk (SRC / VHF und GMDSS)
- Erste Hilfe gemäß RYA-Standard (zusätzlich spezielle Anforderungen bzgl. Maßnahmen bei Hypothermie und Schäden durch Ertrinken)
- seglerische Erfahrung
- Mindestalter: 17 Jahre

Bei der seglerischen Erfahrung wird unterschieden, ob vor der Prüfung ein Course im RYA/MCA-Trainings-Center besucht wird oder nicht, denn wer schon über Segelerfahrung verfügt, kann sich auch direkt der Prüfung (auch auf eigenem Kiel) stellen.
Ohne RYA-Course gelten folgende Voraussetzungen:
- mindestens 800 Seemeilen
- 30 Seetage an Bord
- zwei Seetage als Skipper
- 12 Stunden Nachtfahrt

Bei Besuch des entsprechenden Courses im RYA/MCA-Trainings-Center (Kurs und Prüfung min. 5 Tage) werden die Voraussetzungen wie folgt reduziert, wobei zudem ein vorausgehender Theoriekurs bei einem RYA/MCA-Trainings-Center empfohlen wird.
Mit RYA-Course gelten folgende Voraussetzungen:
- mindestens 400 Seemeilen
- 20 Seetage an Bord
- zwei Seetage als Skipper
- 12 Stunden Nachtfahrt

### Theoretische und praktische Prüfung
Die Prüfungen finden ausschließlich in englischer Sprache statt, egal in welchem Land die Prüfung abgenommen wird. Häufig werden Yachtmaster Coastal und Offshore zusammen geprüft, da die Inhalte identisch sind und sich nur der Anspruch unterscheidet.
Die theoretische Prüfung beinhaltet eine umfassende Törnplanung in den RYA-Übungskarten, die anhand einer unbekannten Aufgabenstellung des Prüfers, schriftlich und praxisbezogen erstellt werden muss. Die Aufgabe gibt Boot, Seegebiet, Crewzusammensetzung, Start/Ziel etc. vor. Sie umfasst in der Regel Tidengewässer, Mehrtägigkeit, Mannschaftsführung, Wachplan etc. und führt immer durch schwierige Passagen. So muss ein Törn mit Familiencrew anders geplant werden als mit einer erfahrenen Crew. Diese Planung wird vor der praktischen Prüfung dem Prüfer zugeleitet und während des Prüfungstörns verteidigt.
Die praktische Prüfung findet an Bord statt und dauert wie folgt: 
- für einen Kandidaten: 6–10 Stunden
- für zwei Kandidaten: 8–14 Stunden
- für drei Kandidaten: 20–28 Stunden
- für vier Kandidaten: 24–32 Stunden.

Dabei gilt, dass hiermit nur die Mindestdauer definiert ist, die der Prüfer nach eigenem Ermessen verlängern kann. Es soll keine Prüfung mit mehr als vier Kandidaten durchgeführt werden. 
Die praktische Prüfung umfasst einen realen Törn entsprechend der gesamten Prüfungsdauer, der von jedem Prüfungsteilnehmer (für sich) geplant werden muss, um jederzeit als Skipper übernehmen zu können, wobei es jedoch normal ist, dass zwischendurch durch den Prüfer ad hoc das Ziel geändert wird, um zu prüfen, wie adäquat darauf reagiert wird. 
Es wird jedoch nicht nur die Fähigkeit als Segler getestet, sondern die seemännischen und führungstechnischen Fähigkeiten insgesamt (u. a. auch auf pflegliche Mannschaftsführung, Verpflegung, nein-sagen etc.). Schwerpunkt ist immer der Bereich Sicherheit. So startet eine Prüfung in der Regel mit dem so genannten Deckwalk und der Sicherheitseinweisung der Mannschaft, wobei jeder Prüfungsteilnehmer einen Teil der Kontrolle bzw. Einweisung übernimmt. 
Während des Prüfungstörn werden umfassende und tiefgehende theoretische Fragen zu allen Gebieten der Yachtführung gestellt, wobei die Antwort immer eine detaillierte Begründung beinhalten muss. Während einer Freiwache wird beispielsweise der als theoretische Prüfung erstellte Törnplan verteidigt. Zudem werden Kartenkenntnisse, Betonnungen, Schall- und Lichtsignale etc. abgefragt.
Wesentlicher Unterschied zwischen Yachtmaster Coastal und Yachtmaster Offshore ist außer den Zugangsvoraussetzungen die Anzahl Fehler, die man sich erlauben darf. Der Coastal-Kandidat darf noch geringe Schwächen haben, der Offshore-Kandidat muss fehlerlos zum gesetzten Törnziel gelangen.

## Yachtmaster Offshore
Der Nachweis Yachtmaster Offshore ähnelt, in Bezug auf das Fahrtgebiet, dem deutschen Sportseeschifferschein (SSS), die Anforderungen sind aber ungleich höher. Der Schwerpunkt liegt zudem auf der praktischen Qualifikation und weniger auf umfangreichem Theoriewissen. Der Yachtmaster Offshore ist international das wichtigste Zertifikat für professionelle Yachtskipper.

### Voraussetzungen
Voraussetzungen zum Erlangen des Yachtmaster Offshore sind Nachweise über absolvierte Törns, die insgesamt folgende Kriterien erfüllen:
1. Mindestalter: 18 Jahre
2. 50 Seetage
3. 2500 Seemeilen, davon mindestens fünf Törns mit mindestens 60 Seemeilen Länge (direkte Linie vom Start zum Ziel, nicht tatsächlicher Weg), davon zwei als verantwortlicher Schiffsführer (Skipper) und zwei mit Nachtfahrten
4. fünf Seetage Erfahrung als Schiffsführer
5. Mindestens 1250 Seemeilen und die Hälfte der Passagen müssen in Tidengewässern absolviert worden sein.

Sämtliche Nachweise müssen innerhalb der letzten zehn Jahren vor der Prüfung erlangt worden sein.
Das „Yachtmaster Offshore Certificate of Competence“ ist unbegrenzt gültig. Bei gewerblicher Nutzung ist ein sogenanntes „Commercial Endorsement“ erforderlich. Die Gültigkeit des Commercial Endorsement ist auf fünf Jahre beschränkt. Zur Verlängerung ist der Nachweis der erfolgreichen Tätigkeit als Skipper oder stellvertretender Skipper und eine Gesundheitsprüfung durch einen Schiffsarzt gemäß ENG1 oder MLP 5 erforderlich.

### Prüfung
Siehe Yachtmaster Coastal.

## Yachtmaster Ocean
Der Yachtmaster Ocean ähnelt dem Deutschen Sporthochseeschifferschein (SHS), respektive dem Schweizer Hochseeausweis (HSA). Alle drei Zertifikate berechtigen zur unbegrenzt weltweiten Fahrt.

### Voraussetzungen
Formale Voraussetzungen:
- RYA Yachtmaster Offshore
- SRC oder LRC
- ein gültiges Erste-Hilfe-Zertifikat gemäß RYA-Standards zu Hypothermie und Ertrinken.

Weitere Voraussetzung ist eine selbst geplante Ozeanpassage als Skipper oder Wachführer, während der Astronavigation durchgeführt und dokumentiert wurde
- von mindestens 600 Seemeilen non-stop
- davon mindestens 200 Seemeilen mit wenigstens 50 Seemeilen Entfernung von Land[3].

### Prüfung
Vor Erteilung des RYA Yachtmaster Ocean wird im Nachhinein die Dokumentation von einem RYA Yachtmaster Examiner geprüft. Fragen hierzu müssen im persönlichen Gespräch zwischen Prüfer und Prüfling beantwortet werden. Die Tätigkeit der Astronavigation und deren Dokumentation müssen regelrecht verteidigt werden.